# Osvaldo Licini
 Osvaldo Licini  (* 22. März 1894 in Monte Vidon Corrado, Italien; † 11. Oktober 1958 ebenda) war ein italienischer Maler. Er gehört zu den bedeutenden Vertretern der italienischen Modernen Kunst im 20. Jahrhundert.

## Leben und Werk
Licini studierte 1911 Kunst an der Akademie in Bologna, wo er Giorgio Morandi kennenlernte und eine Freundschaft aufbaute. Die beiden stellten zwischen 1920 und 1939 einige Male gemeinsam aus. Seit 1913 hatte er Kontakte zu Künstlern des Futurismus und nahm an der Futuristen-Ausstellung der „Galerie Sprovieri“ in Rom teil. 1915 als Freiwilliger im Ersten Weltkrieg, wurde er 1916 verwundet, danach Rekonvaleszenzaufenthalt in Florenz, 1917 in Paris, wo er Bekanntschaft mit Amedeo Modigliani, Pablo Picasso und den Pariser Avantgarde-Künstlern des Café La Rotonde im Stadtviertel Montparnasse machte. 1926 kehrte er nach Monte Vindon Corrado zurück.
Im Jahr 1931 begann Osvaldo Licini abstrakt zu malen. Er stellte ab diesem Zeitpunkt gemeinsam mit einigen bedeutenden avantgardistischen italienischen Künstlern dieser Zeit, wie Oreste Bogliardi, Virgilio Ghiringhelli, Alberto Magnelli, Mauro Reggiani, Mario Soldati und Lucio Fontana und anderen in der Galleria del Milione in Mailand aus. Er stellte auf der II. Quadriennale Romana in Rom 1935 aus. Im Jahr 1958 war Osvaldo Licini Teilnehmer der Biennale von Venedig und im Jahr 1959 mit einigen Werken posthum auf der documenta 2 in Kassel in der Abteilung Malerei vertreten.